# Батарейна палуба

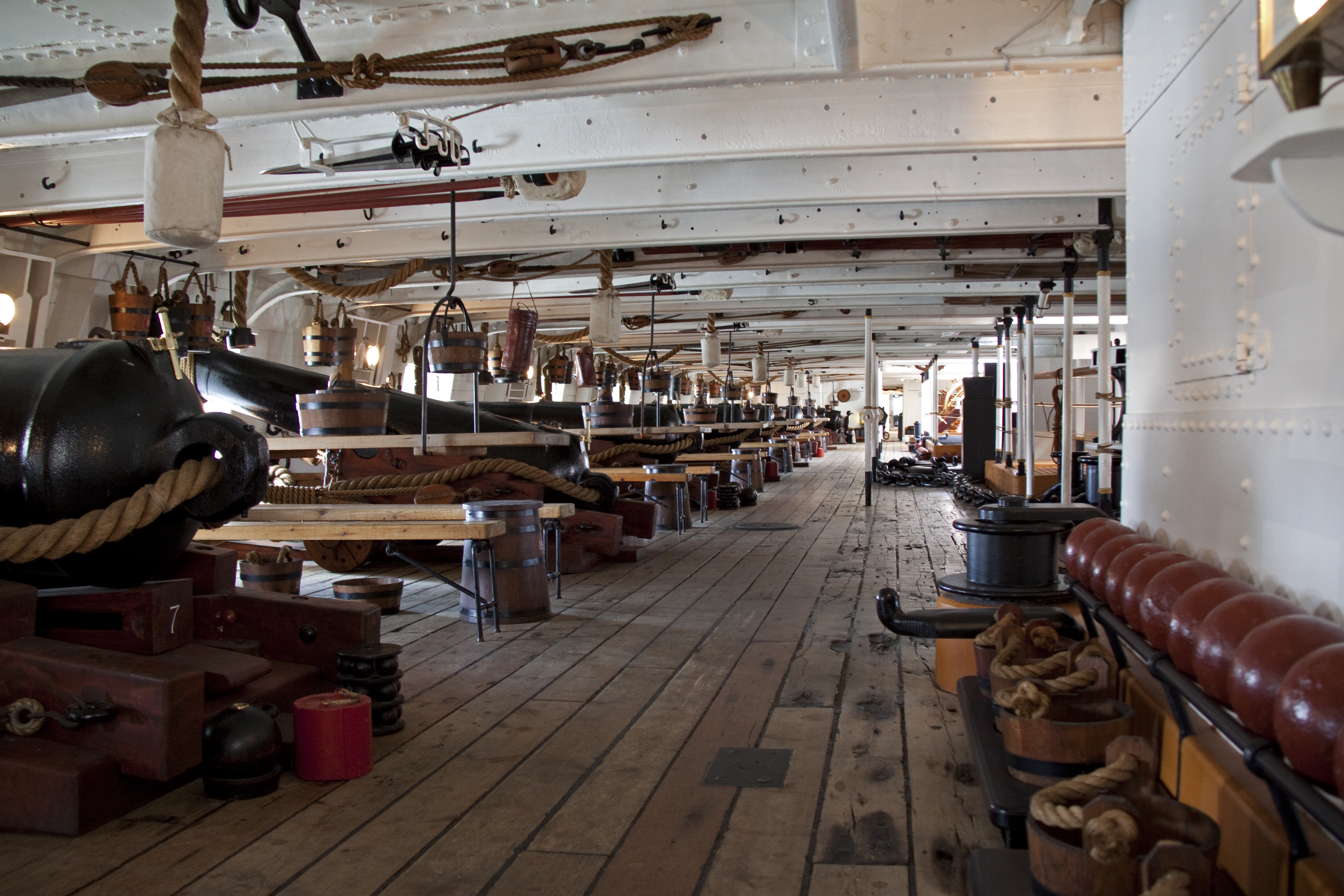
Батарейна палуба броненосного фрегата «Ворріор»

Батарейна палуба — палуба на військовому кораблі, призначена для розміщення артилерії. Сукупність гармат однієї палуби називають батареєю, а кораблі з бортовим розташуванням артилерії — батарейними.

## Вітрильні кораблі
Батарейні палуби вітрильних кораблів (лінійних і фрегатів) називалися деками, і вони були споряджені гарматними портами. Верхнім деком служила головна палуба, середнім — мідельдек, нижнім — гондек. Калібр гармат залежав від висоти батарейної палуби: найважчі гармати розміщалися на гондеку, найлегші — на головній палубі (гармати могли встановлювати також на верхній палубі і на шканцях, але вони не включалися в число деків). Кораблі 1-го і 2-го рангу мали 3 деки, 3-го і 4-го — 2, фрегати — 1-2. На дводекових кораблях нижча батарейна палуба називалася нижньою, вища — середньою, на однодекових — просто батарейною (деком). У позарангових кораблів (бригів, шлюпів) артилерія розміщалася на верхній палубі, шканцях і баку.
На деяких великих кораблях (наприклад, на «Santísima Trinidad» і «Pennsylvania») було 4 батарейних палуби: гармати були встановлені і на верхній палубі (опердеку), а шканці і бак були з'єднані легкою палубою-спардеком.

## Броненосці
Перші броненосці були батарейними, тому розташування артилерії на них не відрізнялося від такого на лінійних кораблях і фрегатах. З переходом до казематного, барбетного і баштового розміщення гармат головного калібру батарейні палуби стали місцем розміщення протимінної артилерії (у казематах). На кораблях початку XX ст. батарейною називалася середня палуба (між верхньою і нижньою), на легких крейсерах і міноносцях її взагалі не було. З 1930-1940-х років протимінна артилерія виходить з ужитку, як і термін «батарейна палуба».